# Kilíkie (provincie)

Provincie Kilíkie okolo roku 125

Kilíkie, latinsky Cilicia, řecky Κιλικίας, byla provincie Římské říše. Byla založena již v dobách Římské republiky, roku 64 př. n. l., a to na historickém území Kilíkie ležícím na jižním středomořském pobřeží Malé Asie (dnes Turecko). Přešla i do navazující Byzantské říše, kde zanikla někdy v 8. století po dobytí Umajjovským chalífátem. Hlavním městem byl Tarsus.
Před vznikem provincie území široce využívali piráti a právě boj s pirátstvím byl hlavním důvodem, proč Římané Kilíkii dobyli a převzali nad ní plnou kontrolu. Územní zárodek provincie získali Římané již v roce 103 př. n. l., během prvního tažení Marca Antonia proti pirátům. Poté k němu připojovali další části, nejen na úkor pirátů, ale i Arménského království Tigrana Velikého, z velké části proto, že byl spojencem pontského krále Mithridata VI., s nímž Římané vedli tzv. mithridatské (či pontské) války. Finální scelení všech takto dobytých území a uspořádání do formy provincie vykonal vojevůdce Pompeius. Na východ od provincie nechal Pompeius vládu klientskému králi Tarkondimotovi I. (jeho potomci zde vládli až do Tiberiovy éry). V roce 58 př. n. l. Římané k provincii připojili ostrov Kypr, který odňali egyptskému králi. Egyptu (Kleopatře VII.) Kypr vrátil Marcus Antonius roku 36 př. n. l. (později se stal samostatnou římskou provincií). Část území k sousední provincii Asia připojil již předtím Julius Caesar. V roce 27 př. n. l. provedl římský císař Augustus další změny, které ještě více provincii zmenšily, další území roku 25. př. n. l. získala nově vzniklá provincie Galacie. Za Augusta se provincie stala císařskou. V roce 72, za vlády Vespasiana, byla tři okolní klientská království zrušena a zakomponována do provincie. Po Diokleciánově správní reformě (kolem roku 297) byla Kilíkie rozdělena na tři části: Cilicia Prima (s hlavním městem Tarsus), Cilicia Secunda (s hlavním městem Anazarbus) a Isauria (s hlavním městem Seleucia). Od poloviny 7. století byla oblast téměř zcela vylidněna kvůli hrozbě muslimských výbojů. Muslimové ji také nakonec obsadili. Jen západní část provincie zůstala v byzantských rukou a stala se součástí themy Cibyrrhaeot. Pod kontrolu získali oblast Byzantinci znovu až v 10. století za Nikefora II. a Jana I.